# Donieckie Muzeum Sztuki
Regionalne Muzeum Sztuki w Doniecku – muzeum sztuki w Doniecku, założone w 1939, pod obecną nazwą od 1965 roku. Jest jednym z najważniejszych muzeów sztuki na Ukrainie.

## Zbiory
Kolekcje muzeum zawierają ok. 15 tysięcy obrazów, szkiców, rzeźb i wytworów sztuki użytkowej, twórców ukraińskich, rosyjskich, zachodnioeuropejskich oraz antycznych.

## Galeria malarstwa
Główna ekspozycja muzeum to galeria malarstwa od XVIII wieku. Znajdują się w niej obrazy m.in. następujących twórców.
- Iwan Ajwazowski, Lazurowa Grota, Chmury na cichym morzem, Morski pejzaż. Koktebel
- Jacopo Amigoni, Portret ślepca w czerwonym
- Marcello Bacciarelli
- Robert Falk, Dziewczynka z papugą
- Aleksander Grebnew
- Aleksander Kiseljew
- Aleksiej Koryn
- Boris Kustodijew, Sianokosy, Wyjście cara Iwana Groźnego
- Dmitrij Lewicki
- Konstantin Makowski, Czarka miodu
- Zinajda Serebriakowa, Portret Eleny Lanceray
- Wasilij Surikow, Portret artysty Ignatija Kraczkowskiego
- Iwan Szyszkin, Brzozowy las, Wieczór, Chatka w lesie
- Sergij Wasilkiwski, Jarmarka
- Sergiej Zarianko

## Wybrane dzieła

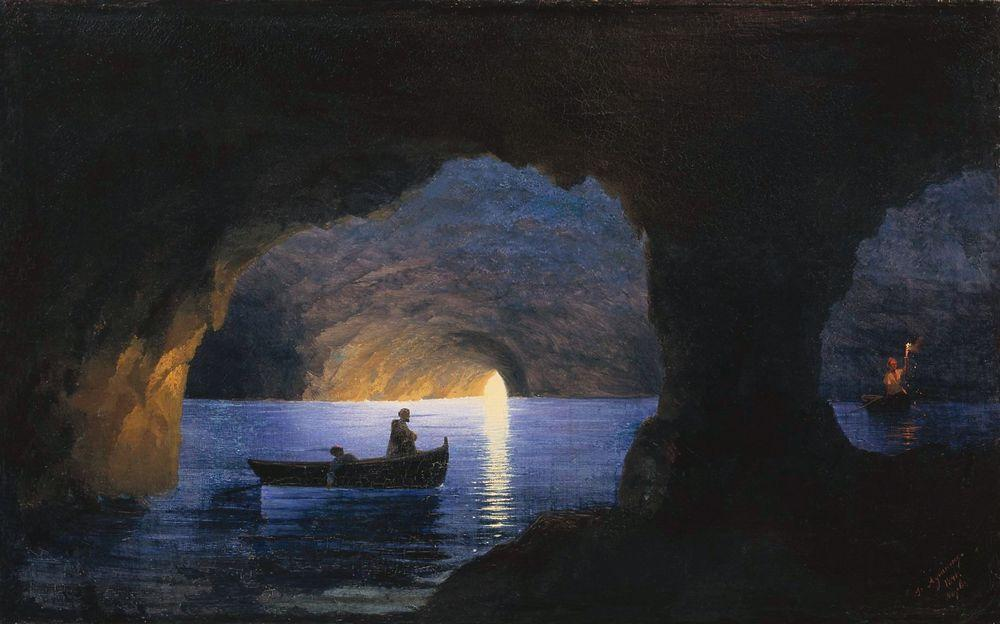
Iwan Ajwazowski, Lazurowa Grota. Neapol
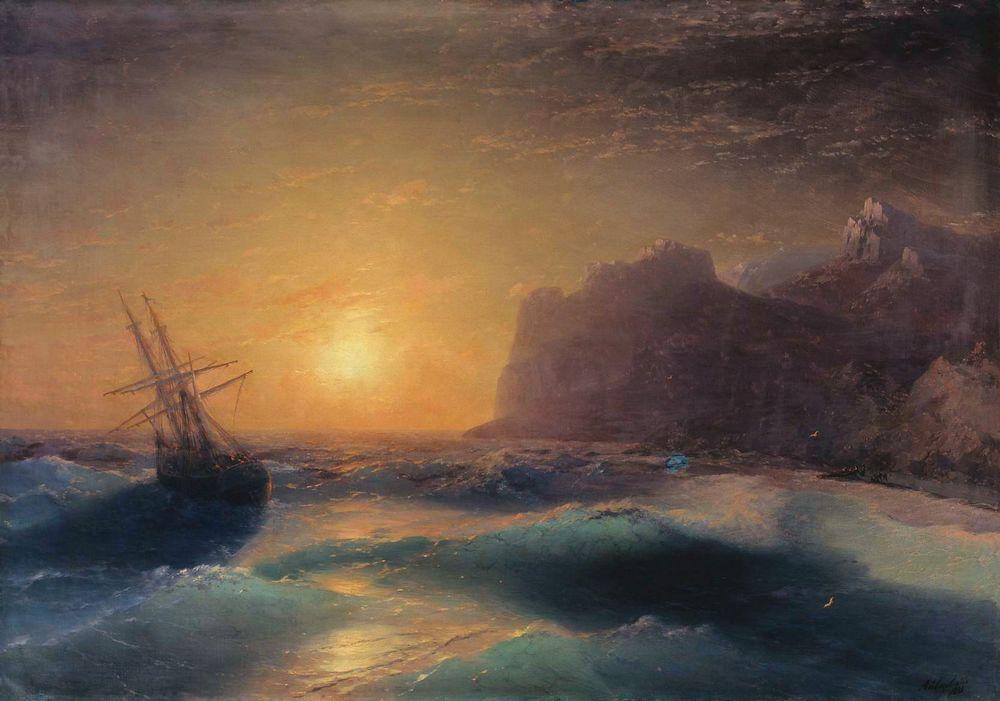
Iwan Ajwazowski, Morski pejzaż. Koktebel
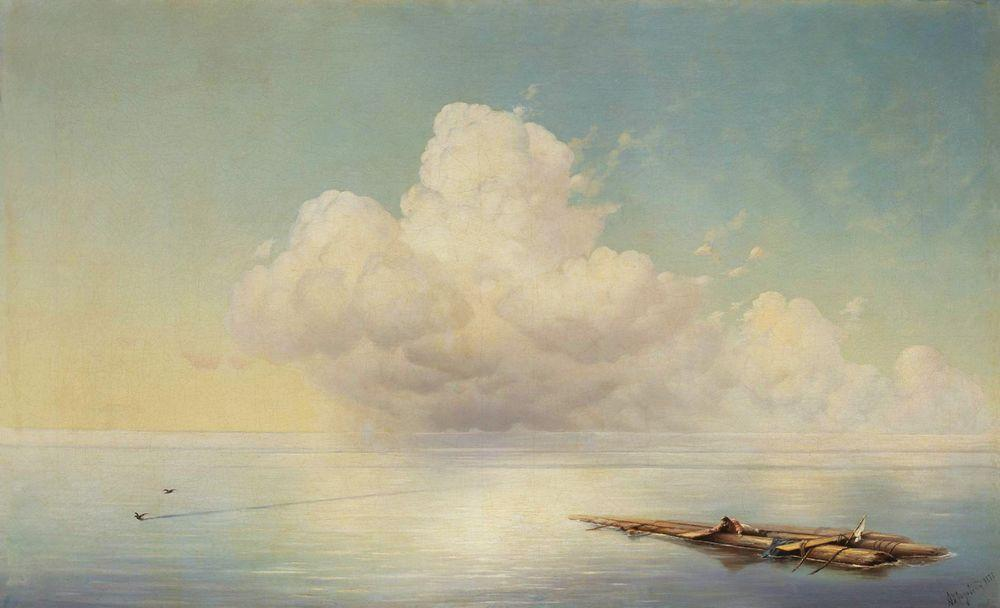
Iwan Ajwazowski, Chmury na cichym morzem
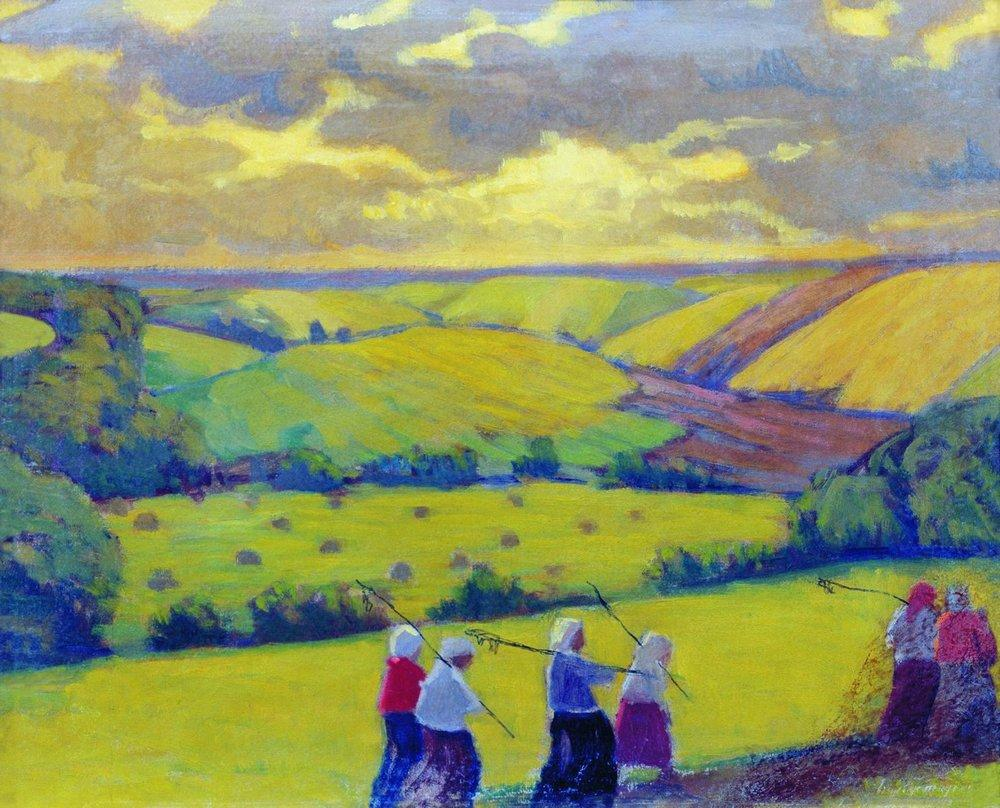
Boris Kustodijew, Sianokosy
Iwan Szyszkin,Brzozowy las
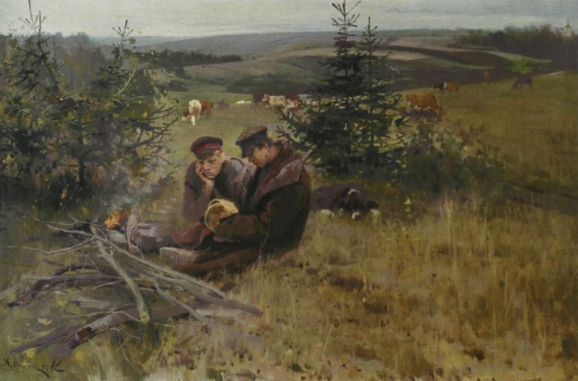
Aleksiej Koryn, Pastuszkowie
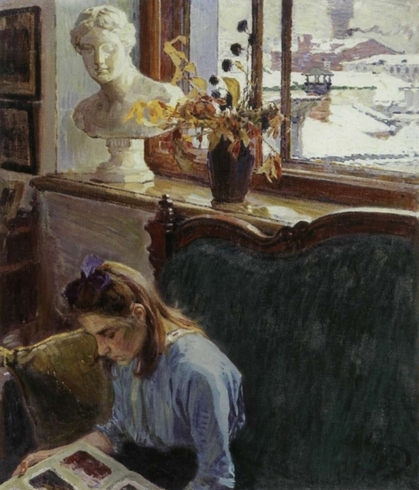
Aleksiej Koryn, Okno
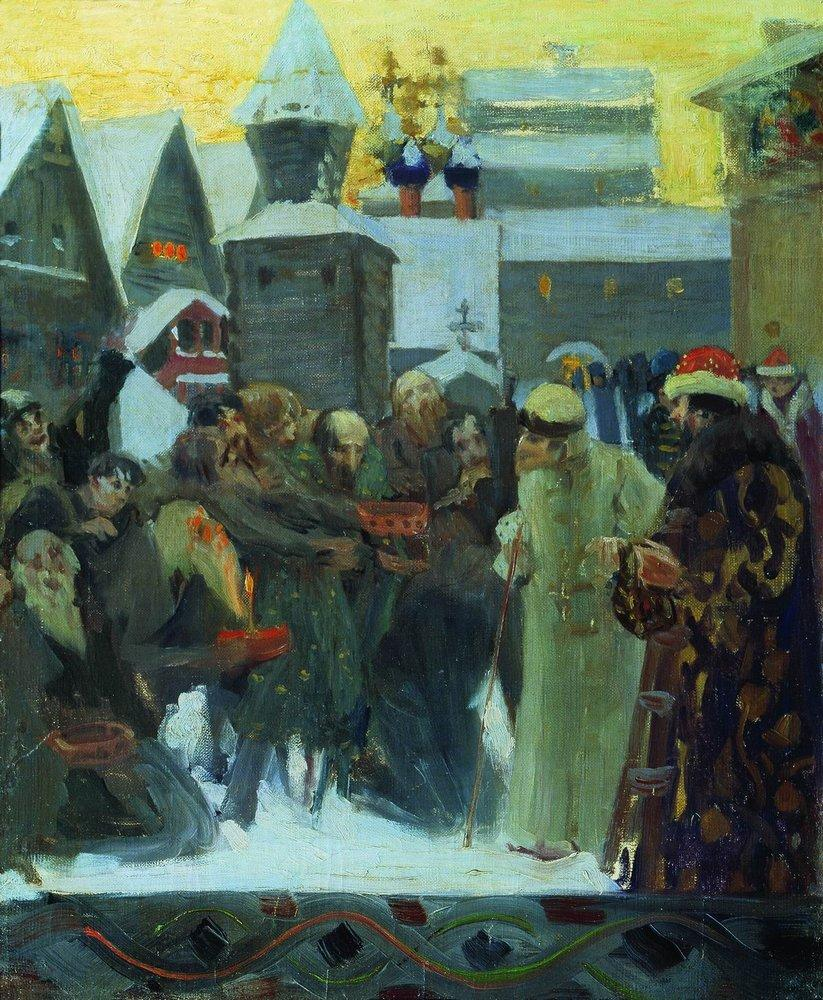
Boris Kustodijew, Wyjście cara Iwana Groźnego
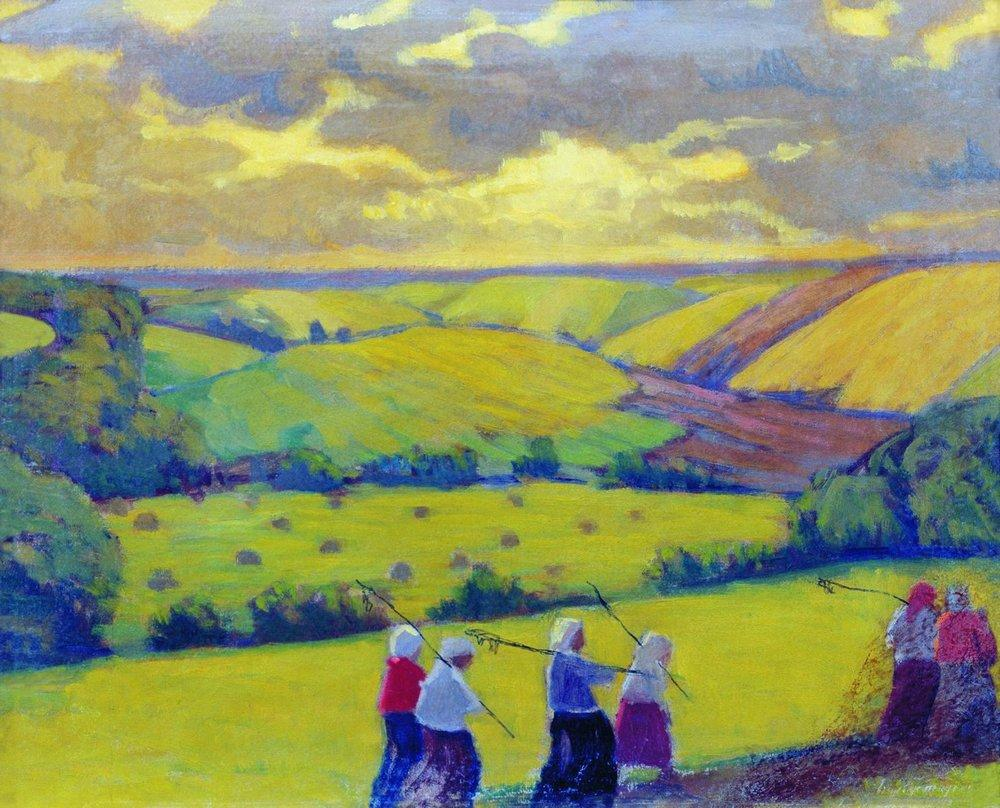
Boris Kustodijew, Sianokosy
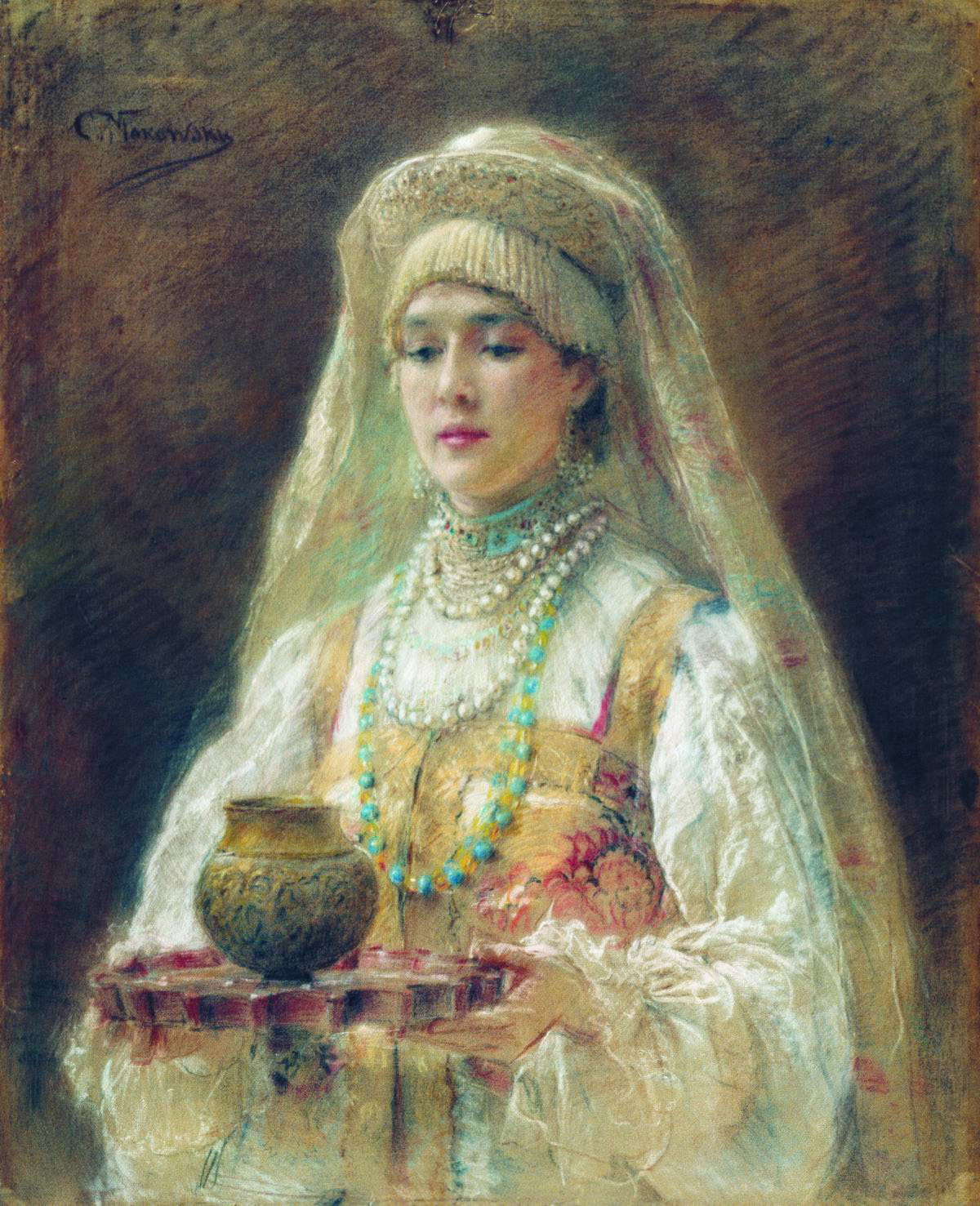
Konstantin Makowski, Czarka miodu
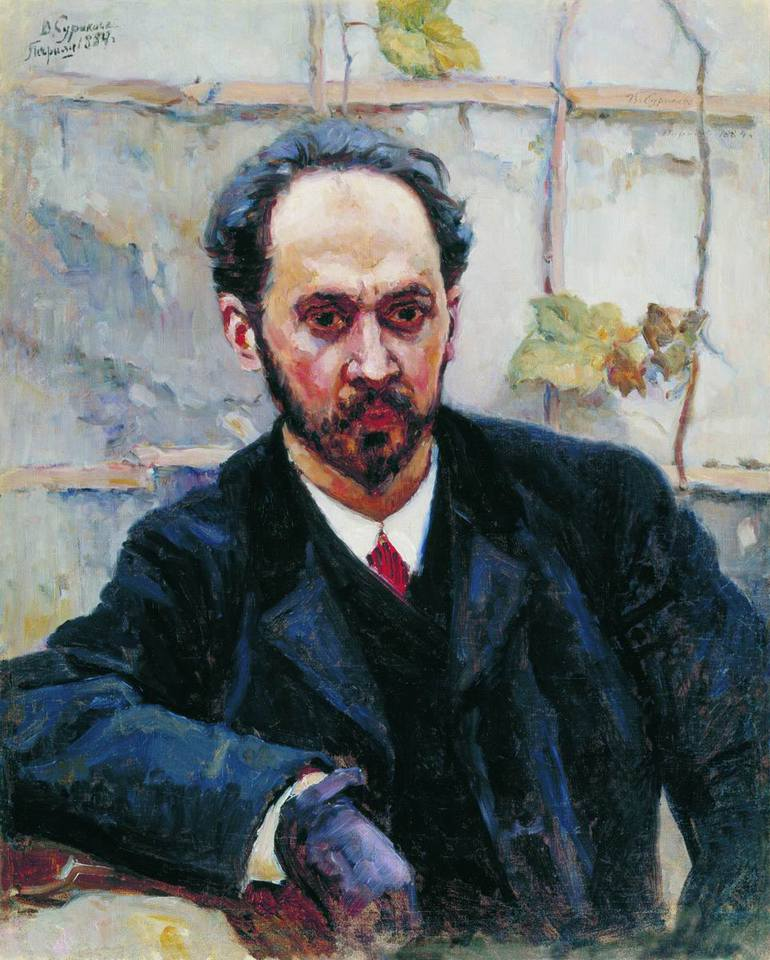
Wasilij Surikow, Portret artysty Ignatija Kraczkowskiego
Iwan Szyszkin, Brzozowy las
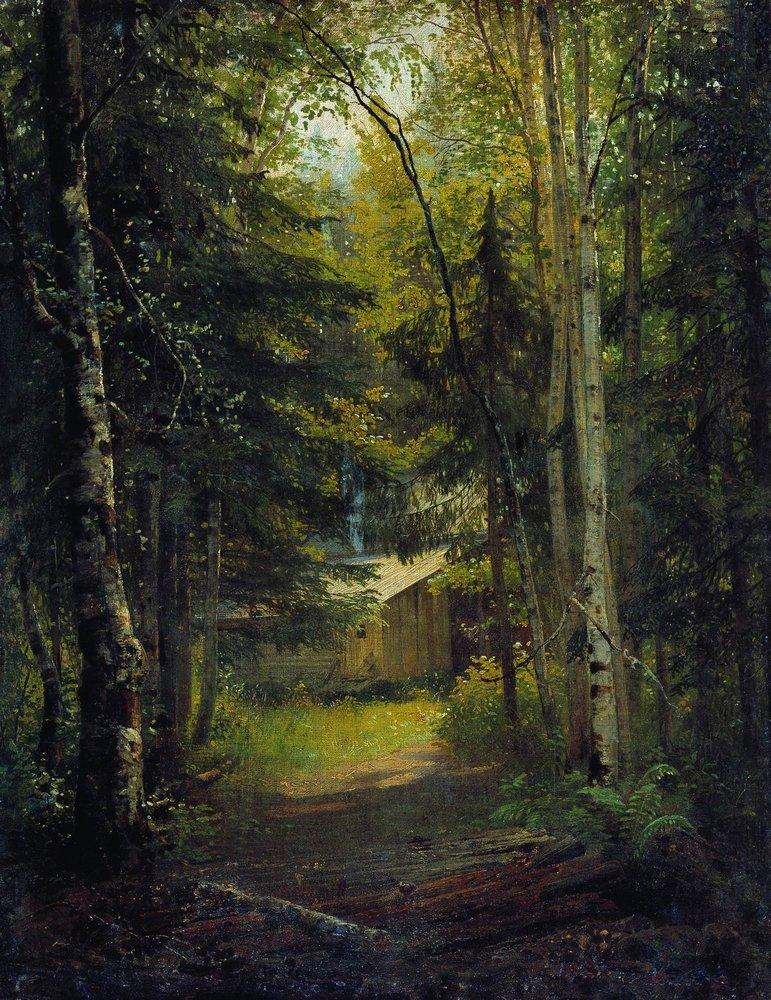
Iwan Szyszkin, Chatka w lesie
Iwan Szyszkin, Wieczór